# Ștefan Petcu
Ștefan Petcu (n. 17 martie 1957, Constanța, România) este un antrenor român de fotbal care în cariera de jucător a evoluat pentru Steaua București și care a făcut parte din lotul care a câștigat Cupa Campionilor Europeni din 1986. În martie 2008 a fost decorat cu Ordinul „Meritul Sportiv” Clasa a II-a pentru câștigarea Cupei Campionilor Europeni din sezonul 1985-1986.

## Titluri
Steaua București
- Divizia A: 1984-85, 1985-86
- Cupa României: 1984-85

Constanța
- Divizia B: 1987-88

## Legături externe
- Profil la Romaniansoccer.ro